# Nationaler Waffenstillstandsvertrag von 2015
Der Nationale Waffenstillstandsvertrag von 2015 (တစ်နိုင်ငံလုံး ပစ်ခတ်တိုက်ခိုက်မှု ရပ်စဲရေးသဘောတူစာချုပ်, Englisch National Ceasefire Agreement, NCA) war ein Vertrag, den die Regierung im Jahre 2015 bewaffneten ethnischen Organisationen in Myanmar zur Unterzeichnung unterbreitete. Mit diesem Vertrag sollte sich das Militär und die bewaffneten ethnischen Organisationen verpflichten, Feindseligkeiten einzustellen und die Gebiete der jeweils anderen Partei zu respektieren. Die Vertragspartner hätten sich auch verpflichtet, Regruppierungen und die Aufstockung von Truppen in den Gebieten zu unterlassen. Des Weiteren wurden Verbindungsbüros zwischen den Konfliktparteien im Vertrag festgelegt und Mechanismen, die eine friedliche Koordination von Problemen vorsahen. Der Vertrag wurde am 31. März 2015 von der Mehrheit der Delegierten der bewaffneten Organisationen angenommen und am 15. Oktober 2015 vom Präsidenten des Landes Thein Sein unterzeichnet. Ein eigens von der Regierung gegründetes Union Peace Dialogue Joint Committee sollte die Umsetzung des Abkommens koordinieren.
Von den 15 ursprünglich angeschriebenen ethnischen Organisationen unterschrieben 8 diesen Vertrag. Zwei weitere, ursprünglich nicht angeschriebene Organisationen, unterschrieben den Vertrag später. 7 weitere angeschriebene Organisationen weigerten sich nach zähen Verhandlungen, den Vertrag zu unterzeichnen. Der Vertrag wurde von den Vereinten Nationen und den USA gefördert und begleitet. Der Vertrag verstand sich für einen ersten Schritt auf dem Weg für einen andauernden Frieden im Land. Nach dem Militärputsch am 1. Februar 2021 fühlten sich die meisten Unterzeichner nicht mehr an den Vertrag gebunden.

## Liste der beteiligten bewaffneten ethnischen Organisationen
Aus der Liste geht hervor, dass die kampfstarken angesprochenen Organisationen mit Ausnahme der KNLA, der SSA-RCSS und der ALA nicht unterschrieben haben. Die SSA-RCSS und die KNLA befanden sich 2015 in einer schwierigen militärischen Situation und hatten durch den Waffenstillstand wenig zu verlieren, während die Nichtunterzeichner durch jahrzehntelangen Frieden in der Lage gewesen waren, eine solide finanzielle Basis (Minen, Bergwerke, Wasserkraft, Spielkasinos und andere wirtschaftliche Aktivitäten sowie im illegalen Drogengeschäft) aufzubauen, was es ihnen ermöglichte, schlagkräftige Verteidigungseinheiten zu betreiben. Primär unterschrieben aber kleine bewaffneten ethnischen Organisationen an der Grenze zu Thailand.
| Politische Organisation                          | Militärische Organisation                                                         | Geschätzte Stärke (Mannschaften) | Grenzgebiet         | Unterschrieben                          | Bemerkung                                                                                            |
| ------------------------------------------------ | --------------------------------------------------------------------------------- | -------------------------------- | ------------------- | --------------------------------------- | --- |
| Restoration Council of Shan State (RCSS)         | Shan State Army-South (SSA/RCSS) auch (SSA-S)                                     | Unter 10.000                     | Thailand            | Unterschrieben                          | Fühlte sich 2024 dem Vertrag verpflichtet                                                            |
| Karen National Union (KNU)                       | Karen National Liberation Army (KNLA), Karen National Defense Organization (KNDO) | Mehr wie 15.000                  | Thailand            | Unterschrieben                          | KNU hielt sich offiziell an den Vertrag, Teile der KNLA und KNDO bekämpfen die Militärregierung      |
| Pa-O National Liberation Organisation (PNLO)     | Pa-O National Liberation Army (PNLA)                                              | 1000                             | Thailand            | Unterschrieben                          | Bekämpfte 2024 die Militärregierung, verbündet mit der Exilregierung                                 |
| Democratic Karen Buddhist Organisation (DKBO)    | Democratic Karen Benevolent Army (DKBA-5)                                         | 3000                             | Thailand            | Unterschrieben                          | Hauptquartier hält sich an Waffenstillstand, Teile aber nicht und bekämpften Militärregierung        |
| All-Burma Students’ Democratic Front (ABSDF)     | All-Burma Students’ Democratic Front (ABSDF)                                      | Unter 1.000                      | Thailand            | Unterschrieben                          | Bekämpfte 2024 die Militärregierung, verbündet mit der Exilregierung                                 |
| Arakan Liberation Party (ALP)                    | Arakan Liberation Army (ALA)                                                      | 1.000                            | Bangladesh          | Unterschrieben                          | Bekämpfte 2024 die Arakan Army AA auf Seiten der Militärregierung                                    |
| New Mon State Party (NMSP)                       | Mon National Liberation Army (MNLA)                                               | 1.500                            | Thailand            | Nicht eingeladen, später unterschrieben | Hält sich primär an den Vertrag                                                                      |
| Lahu Democratic Union (LDU)                      | Lahu Democratic Union (LDU)                                                       | Mehr wie 1.000                   | Thailand            | Nicht eingeladen, später unterschrieben | Hält sich primär an den Vertrag                                                                      |
| Chin National Front (CNF)                        | Chin National Army (CNA)                                                          | 10.000                           | Indien / Bangladesh | Unterschrieben                          | Bekämpfte 2024 die Militärregierung, verbündet mit der Exilregierung                                 |
| KNU/KNLA Peace Council (KNU/KNLA-PC)             | KNU/KNLA Peace Council (KNU/KNLA-PC)                                              | 500                              | Thailand            | Unterschrieben                          | Hält sich primär an den Vertrag                                                                      |
| United Wa State Party (UWSP)                     | United Wa State Army (UWSA)                                                       | 40.000                           | China / Thailand    | Nicht unterschrieben                    | Hält sich Stand 2024 an ein Waffenstillstandsabkommen aus dem Jahre 1989.                            |
| Kachin Independence Organization (KIO)           | Kachin Independence Army (KIA)                                                    | 30.000                           | China               | Nicht unterschrieben                    | Bekämpfte 2024 die Militärregierung, verbündet mit der Exilregierung                                 |
| Myanmar National Truth and Justice Party (MNTJP) | Myanmar Nationalities Democratic Alliance Army (MNDAA)                            | 6.000                            | China               | Nicht unterschrieben                    | Kokang Teilnahme an Operation 1027, bekämpfte 2024 Militärregierung                                  |
| Palaung State Liberation Front (PSLF)            | Ta’ang National Liberation Army (TNLA)                                            | 15.000                           | China               | Nicht unterschrieben                    | Teilnahme an Operation 1027, bekämpfte 2024 Militärregierung                                         |
| Peace and Solidarity Committee (PSC)             | National Democratic Alliance Army-Eastern Shan State (NDAA-ESS)                   | 4.000                            | China / Laos        | Nicht unterschrieben                    | Basis in Mong La, gilt als militärnah bzw. neutral. Unterschrieb 1989 ein Waffenstillstandsabkommen. |
| Shan State Progress Party (SSPP)                 | Shan State Army – North (SSA-N)                                                   | 8.000                            | China               | Nicht unterschrieben                    | Gefechte mit der Militärregierung                                                                    |
| United League of Arakan (ULA)                    | Arakan Army (AA)                                                                  | 30.000                           | Bangladesh / China  | Nicht unterschrieben                    | Teilnahme an Operation 1027, bekämpfte 2024 Militärregierung                                         |